# Paradiesgärtlein (Lang-Göns)

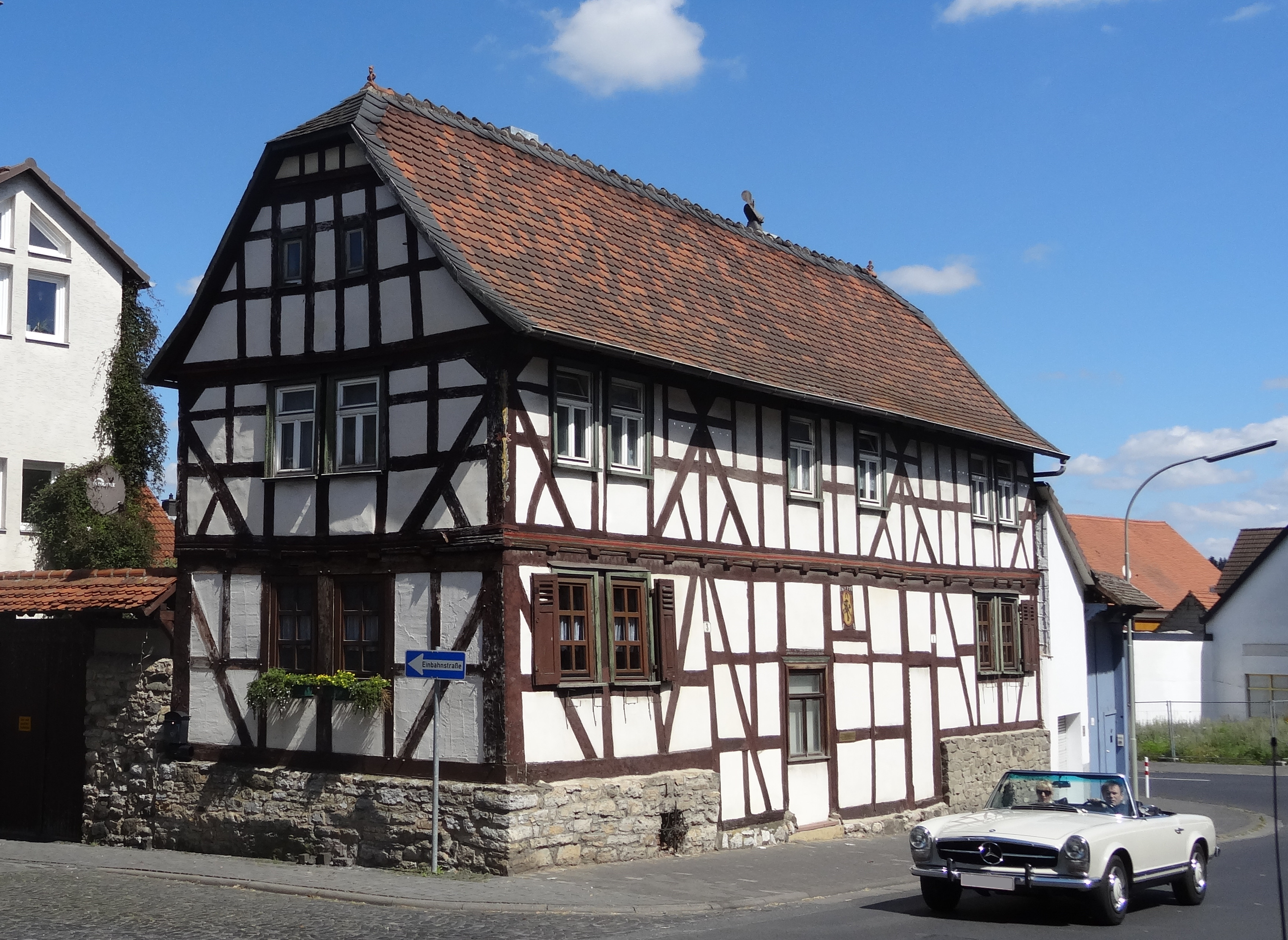
Haus Paradiesgärtlein

Das Haus Paradiesgärtlein, in der Obergasse 1–3 in Lang-Göns, ist ein Fachwerkhaus mit einer äußeren Datierung von 1782. Es ist ein hessisches Kulturdenkmal und Sehenswürdigkeit des Ortes. In dem Vorgängerbau soll sich 1624 während des Dreißigjährigen Krieges (1618–1648) ein wundersames Ereignis zugetragen haben.

## Gebäude
Unter einem als Schopfwalm ausgebildeten Dach liegen die so vereinten Häuser 1 und 3 der Obergasse an einer hervorgehobenen Stelle an der Ecke zur Pinggasse. Der Sockel des Hauses besteht aus Bruchstein und ist abgestuft. Das Fachwerkgefüge an der Giebelseite zur Pinggasse ist symmetrisch aufgebaut und stammt wie das übrige Fachwerk aus der Erbauungszeit. Im ersten Stock an der Traufseite zur Obergasse befinden sich komplett ausgebildete geschosshohe Mannfiguren. Links und rechts des an dieser Seite angebrachten Zunftzeichens mit Schmiedewerkzeugen, mit einer Datierung von 1782, erkennt man noch die beiden ehemaligen und heute vermauerten Eingänge. Die hölzerne Laibung der linken Pforte ist komplett erhalten und berichtet im Riegel über dem Eingang von einem Wunder. Am linken Rahmen, der etwas nach rechts verschoben wurde, der rechten Pforte ist ein doppelt ornamentiertes Kerbschnitt- und Tauband zu sehen. Bemerkenswert sind neben den Mannfiguren besonders die Eckständer des Hauses mit feinen Schnitzereien und die mit Profil versehenen Fachwerkschwellen und Füllhölzer. Gebäude sowie Anbauten sind aufgrund städtebaulicher, geschichtlicher und künstlerischer Gegebenheiten Kulturdenkmal.

## Wunder
Im Dreißigjährigen Krieg, nach den Siegen des katholischen Heerführers Tilly in der Unterpfalz zu Beginn der 1620er, kamen katholische Soldaten nach Friedberg, Wetzlar, Braunfels und auch nach Lang-Göns. Zu dieser Zeit soll sich in dem Vorgängerbau, der damals ein Gasthof war, ein Wunder zugetragen haben. 1624 soll ein spanischer papsttreuer Leutnant seinem Trompeter ein evangelisches Erbauungsbuch, eine Ausgabe des Paradies-Gärtleins von Johann Arndt, das der Trompeter zuvor im Lang-Gönser Pfarrhaus gefunden und später gelesen hatte, weggenommen und in den Ofen des Wirtshauses geworfen haben. Nach einer Stunde soll die Wirtin das Buch jedoch unversehrt aus den Flammen gezogen haben. Der Landgraf ließ das Buch in die fürstliche Bibliothek nach Butzbach bringen, wo sich seine Spur jedoch verliert.
Die Erstausgabe des Paradies-Gärtleins erschien 1612. Nach 1624 erschienene Ausgaben enthielten hinter dem Vorwort ein Kapitel mit schließlich 14 [16] Wundergeschichten zum Buch, die an anderen Orten geschehen sein sollen. Das wundersame Ereignis in Lang-Göns bleibt dabei stets das ursprüngliche. Das Gemeindearchiv Langgöns besitzt eine Ausgabe von 1756, die nahe Jakobuskirche (Obergasse 21) eine Ausgabe von 1694, in beiden wird von dem Ereignis berichtet. Das „miracle“ in „Longogins“ wird bereits 1625 in der französischen (und somit katholischen) Zeitschrift Mercure Francois erwähnt.